# Estación La Colina
La Colina es una estación ferroviaria ubicada en la localidad de La Colina, partido de General La Madrid, Provincia de Buenos Aires, Argentina.

## Servicios
Por sus vías corren trenes de carga de la empresa Ferroexpreso Pampeano.

## Ubicación
Se encuentra a 26 km al oeste de la ciudad de General La Madrid y a 452 kilómetros al sudoeste de la estación Constitución.